# Hillevi Rombin
Hillevi Rombin, född 14 september 1933 i Alfta, död 19 juni 1996 i Los Angeles i  USA, var Fröken Sverige och sedan Miss Universum 1955, därefter blev hon filmskådespelare i Hollywood.

## Biografi
Rombin, som växte upp i Svartbäcken i Uppsala, blev 1955 den första svenskan att bli Miss Universum. Det var också första gången tävlingen direktsändes i TV. Hillevi Rombin gifte sig 1957 i Kalifornien med hotellägaren och filmproducenten David Schine (född 1927), som tidigare varit rådgivare till den amerikanske senatorn Joseph McCarthy. Tillsammans med Schine fick hon sex barn. 
I juni 1996 tog sonen Berndt flygcertifikat och bjöd föräldrarna på en flygtur. Planet havererade utanför Los Angeles till följd av motorfel strax efter starten och alla tre ombord omkom. De är begravda tillsammans på Westwood Village Memorial Park Cemetery i Los Angeles.

## Övrigt
Vissångaren Owe Thörnqvist var i sin ungdom förälskad i Rombin, vilket inspirerade honom till visan Svartbäckens ros.

## Filmografi
- 1955 – Enhörningen
- 1956 – Filmen om Benny Goodman
- 1957 – Intrig i Istanbul
- 1957 – The adventures of Hiram Holliday  (TV-serie)